# Monotheist
Monotheist è il sesto e ultimo album in studio del gruppo heavy metal svizzero Celtic Frost, pubblicato il 29 maggio 2006 da Century Media in Europa e il 30 maggio negli Stati Uniti. È stato pubblicato anche in edizione digipack limitata con la bonus track Temple of Depression e su LP con la bonus track Incantation Against You, presente anche nella versione giapponese.
Musicalmente, l'album si distanzia dagli altri lavori della band, indirizzato maggiormente verso il sound gothic/doom metal, pur mantenendo alcuni elementi thrash e black.
Il disco è l'unico frutto della riunione della band, concretizzatasi nel 2001 dopo dieci anni di inattività e conclusasi nel 2008 dopo l'abbandono di Tom Gabriel Fischer e lo scioglimento definitivo.
L'ultima traccia, Winter (Requiem, Chapter Three: Finale) è la conclusione del requiem cominciato con la canzone Rex Irae nel disco Into the Pandemonium del 1987. La seconda parte del requiem invece non è mai stata pubblicata.
Dalla canzone A Dying God Coming into Human Flesh è stato estratto anche un videoclip. Monotheist è stato inserito alla posizione numero 2 nella lista dei migliori album degli anni duemila stilata dalla rivista Terrorizer. È stato anche l'unico album dei Celtic Frost a entrare nelle classifiche statunitensi, arrivando al numero 43 della Top Independent Albums.

## Tracce
1. Progeny – 5:01
2. Ground – 3:55
3. A Dying God Coming into Human Flesh – 5:39
4. Drown In Ashes – 4:23
5. Os Abysmi Vel Daath – 6:41
6. Obscured – 7:04
7. Domain of Decay – 4:38
8. Ain Elohim – 7:33
9. Triptych I: Totengott – 4:27
10. Triptych II: Synagoga Satanae – 14.24
11. Triptych III: Winter (Requiem, Chapter Three: Finale) – 4:32

### Bonus track (digipack)
1. Temple of Depression - 4:59

### Bonus track (edizione giapponese e vinile)
1. Incantation Against You - 5:06

## Formazione
- Tom Gabriel Fischer - voce, chitarra, produttore esecutivo, missaggio, ingegneria del suono, programmazione, note, logo[6]
- Erol Unala - chitarra, programming, ingegneria del suono[6]
- Martin Eric Ain - basso, voce d'accompagnamento, art director, produttore esecutivo, note, effetti vocali, artwork[6]
- Franco Sesa - batteria, percussioni[6]

### Crediti
- Peter Tägtgren - ingegneria del suono, missaggio
- Rolland Brummer - produttore esecutivo
- Walter J.W. Schmid - mastering, ingegneria del suono, missaggio
- Philipp Schweidler - ingegneria del suono, missaggio

### Altri musicisti
- Peter Tägtgren - chitarra in Drown in Ashes[2]
- Lisa Schaphaus - voce in Drown in Ashes[2]
- Simone Vollenweider - voce in Obscured[2]
- Satyr - voce in Sinagoga Satanae[2]
- Ravn - voce in Temple of Depression[2]